# Cantón de Mauléon-Barousse
El cantón de Mauléon-Barousse era una división administrativa francesa, que estaba situada en el departamento de Altos Pirineos y la región de Mediodía-Pirineos.

## Composición
El cantón estaba formado por veinticinco comunas:
- Anla
- Antichan
- Aveux
- Bertren
- Bramevaque
- Cazarilh
- Créchets
- Esbareich
- Ferrère
- Gaudent
- Gembrie
- Ilheu
- Izaourt
- Loures-Barousse
- Mauléon-Barousse
- Ourde
- Sacoué
- Sainte-Marie
- Saléchan
- Samuran
- Sarp
- Siradan
- Sost
- Thèbe
- Troubat

## Supresión del cantón de Mauléon-Barousse
En aplicación del Decreto n.º 2014-242 de 25 de febrero de 2014, el cantón de Mauléon-Barousse fue suprimido el 22 de marzo de 2015 y sus 25 comunas pasaron a formar parte del nuevo cantón de El Valle de la Barousse.